# Чувашія
Чува́ська Респу́бліка, Чува́шія (рос. Чува́шская Респу́блика; чувас. Чăваш Республики, Çovaş Respupliki, چأۋاش رەسپوپلېكې) — суб'єкт Російської Федерації, входить до складу Приволзького федерального округу.
Столиця — м. Чебоксари.
Межує з Нижньогородською областю на заході, з Республікою Марій Ел на півночі, з Татарстаном на сході і з Мордовією і Ульяновською областю на півдні.
Утворено 24 червня 1920.

## Географічне положення
Чуваська Республіка розташована на сході Східно-Європейської рівнини, переважно на правобережжі Волги, між її припливами Сурою і Свіягою.

## Історія
Одними з предків чувашів були стародавні племена булгарів та суварів, які з 5 по 8 сторіччя н. е. мешкали на північному Кавказі. Наприкінці 7 століття одна з груп булгар перейшла на Балкани, де змішалася зі слов'янами започаткувавши однойменний народ. Інша частина перейшла на середню Волгу, де ці Булгарські племена вплинули через релігію та більш технологічну та культурну розвинутість на формування чувашського народу з місцевих фінських народів. Сучасні чуваші сформувалися з тієї частини булгар, які в 10 сторіччі не прийняли іслам та місцевих фінських племен (наприклад марійці). Територія Чувашії була приєднана до Росії в 1551, після 120 років приналежності до Казанського Ханства.
У Російської Імперії територія Чувашії була розділена між двома адміністративними одиницями — Казанською і Симбірською губерніями. 24 червня 1920 була сформована Чуваська автономна область, з квітня 1925 Чуваська АРСР. Чуваська Республіка з 1992 року.
У 1920-1930-х роках у республіці існувала автокефальна православна церква.

## Населення
Населення республіки — 1 290 000 осіб (2006). Щільність населення — 70,5 осіб/км² (2006), питома вага міського населення — 61,0 % (2006).
За даними перепису 2002 року, на території республіки проживали представники 106 національностей, серед яких більше двох третин становили чуваші й більше чверті — росіяни:
| Народ                                         | Чисельність, 2002, тис. (* [Архівовано 24 січня 2012 у WebCite]) |
| --------------------------------------------- | ---------------------------------------------------------------- |
| Чуваші                                        | 889,3 (67,69 %)                                                  |
| Росіяни                                       | 348,5 (26,53 %)                                                  |
| Татари                                        | 36,4 (2,77 %)                                                    |
| Мордва                                        | 16,0 (1,22 %)                                                    |
| Українці                                      | 6,4 (0,49 %)                                                     |
| Марійці                                       | 3,5 (0,27 %)                                                     |
| Білоруси                                      | 1,9                                                              |
| Вірмени                                       | 1,3                                                              |
| показани народи з чисельністю понад 1000 осіб |                                                                  |

Національний склад населення районів та міст Чуваської республіки за переписом 2010 року
|                             | населення | чуваші | росіяни | татари | мордва | українці |
| --------------------------- | --------- | ------ | ------- | ------ | ------ | -------- |
| Чебоксари                   | 460 838   | 58,8   | 31,5    | 1,0    |        | 0,5      |
| Алатир                      | 36 800    | 2,7    | 83,5    |        | 8,2    |          |
| Канаш                       | 44 963    | 52,7   | 32,0    | 8,8    |        | 0,5      |
| Новочебоксарськ             | 123 093   | 50,0   | 38,8    | 1,3    | 0,6    | 0,7      |
| Шумерля                     | 31 607    | 21,9   | 65,6    | 2,1    | 2,6    | 0,5      |
| Алатирський район           | 16 562    | 20,3   | 62,0    | 1,0    | 13,8   |          |
| Аліковський район           | 18 271    | 97,5   | 1,8     |        |        |          |
| Батиревський район          | 38 371    | 70,5   | 1,5     | 27,4   |        |          |
| Вурнарський район           | 35 409    | 90,4   | 8,0     |        |        |          |
| Ібресинський район          | 25 751    | 84,4   | 10,5    | 2,5    | 1,6    |          |
| Канаський район             | 39 669    | 93,5   | 3,5     |        |        |          |
| Козловський район           | 20 540    | 70,4   | 22,9    | 5,2    |        |          |
| Комсомольський район        | 26 908    | 67,4   | 4,4     | 27,4   |        |          |
| Красноармійський район      | 16 018    | 94,0   | 2,8     |        |        |          |
| Красночетайський район      | 16 908    | 96,9   | 2,2     |        |        |          |
| Маріїнсько-Посадський район | 23 890    | 75,6   | 21,4    |        |        |          |
| Моргауський район           | 34 649    | 96,1   | 2,8     |        |        |          |
| Поріцький район             | 13 918    | 4,2    | 71,3    |        | 22,8   |          |
| Урмарський район            | 25 159    | 94,5   | 3,3     |        |        |          |
| Цівільський район           | 33 883    | 88,2   | 10,3    |        |        |          |
| Чебоксарський район         | 60 627    | 90,7   | 7,2     |        |        |          |
| Шемуршинський район         | 14 637    | 80,0   | 6,5     | 10,9   | 1,9    |          |
| Шумерлинський район         | 10 614    | 80,9   | 15,8    |        |        |          |
| Ядринський район            | 29 912    | 81,6   | 15,7    |        |        |          |
| Яльчицький район            | 20 442    | 96,9   | 1,0     | 1,6    |        |          |
| Янтіковський район          | 16 403    | 89,6   | 8,8     |        |        |          |

### Татари
Татари компактно проживають в Батиревському, Козловському, Комсомольському, Шемуршинському, Яльчицькому районах. У Чувашії 24 татарських, 5 змішаних населених пунктів. Є 19 шкіл з викладанням татарської мови, 24 мечеті (на 1997). Працюють Всетатарський суспільний центр Чувашії (Чебоксари, з 1992), Татарський суспільно-культурний центр Чувашії (с. Шигирдан Батиревського району, з 1993). Видається газета «Вакит» (з 1996). Виступають Татарський народний театр (с. Польові Бікшики Батиревського району, з 1965), фольклорно-естрадний ансамбль «Міжар» (с. Урмаєво Комсомольського району).

### Українці в Чувашії
У 1959 році у Чувашській ААСР зі столицею Чебоксари проживало понад чотири тисячі українців.
Чуваською мовою перекладені твори Тараса Шевченка, Івана Франка, Лесі Українки, Михайла Коцюбинського та інших. Коли у 1957 р. пройшов в Чувашії тиждень Української Лірики, тоді було видано збірки українських поезій під назвою «Гості з Дніпра».

## Адміністративний поділ
| Район, міський округ            | Площа, км² | Населення, осіб (2002) | Населення, осіб (2010) | Населення, осіб (2019) | Центр             | Поселення | Населені пункти |
| ------------------------------- | ---------- | ---------------------- | ---------------------- | ---------------------- | ----------------- | --------- | --------------- |
| Алатирський район               | 1937,38    | 21630                  | 17244                  | 14216                  | Алатир            | 16        | 46              |
| Аліковський район               | 554,12     | 21745                  | 18282                  | 15173                  | Аліково           | 12        | 115             |
| Батиревський район              | 943,66     | 41769                  | 38620                  | 33419                  | Батирево          | 19        | 56              |
| Вурнарський район               | 1012,59    | 41417                  | 35850                  | 31105                  | Вурнари           | 19        | 102             |
| Ібресинський район              | 1201,18    | 28377                  | 26192                  | 22893                  | Ібресі            | 13        | 57              |
| Канаський район                 | 981,21     | 42623                  | 39708                  | 34528                  | Канаш             | 24        | 108             |
| Козловський район               | 516,75     | 26388                  | 21649                  | 18445                  | Козловка          | 10        | 68              |
| Комсомольський район            | 630,30     | 27273                  | 26951                  | 24567                  | Комсомольське     | 12        | 54              |
| Красноармійський район          | 456,39     | 17940                  | 16036                  | 13849                  | Красноармійське   | 9         | 89              |
| Красночетайський район          | 691,56     | 21117                  | 16941                  | 13568                  | Красні Четаї      | 10        | 70              |
| Маріїнсько-Посадський район     | 686,06     | 26959                  | 23895                  | 21562                  | Маріїнський Посад | 12        | 79              |
| Моргауський район               | 845,30     | 37100                  | 34884                  | 32107                  | Моргауші          | 16        | 177             |
| Поріцький район                 | 1116,86    | 17311                  | 13992                  | 11903                  | Поріцьке          | 12        | 37              |
| Урмарський район                | 598,26     | 28189                  | 25189                  | 22204                  | Урмари            | 16        | 52              |
| Цівільський район               | 790,80     | 38744                  | 36772                  | 35375                  | Цівільськ         | 17        | 139             |
| Чебоксарський район             | 1178,84    | 58766                  | 62920                  | 62039                  | Кугесі            | 17        | 172             |
| Шемуршинський район             | 799,10     | 16588                  | 14759                  | 11969                  | Шемурша           | 9         | 31              |
| Шумерлинський район             | 1047,37    | 13298                  | 10765                  | 8495                   | Шумерля           | 11        | 57              |
| Ядринський район                | 901,21     | 34456                  | 29965                  | 24672                  | Ядрин             | 18        | 126             |
| Яльчицький район                | 567,20     | 25033                  | 20452                  | 16293                  | Яльчики           | 9         | 53              |
| Янтіковський район              | 524,67     | 18580                  | 16421                  | 14069                  | Янтіково          | 10        | 31              |
| Алатирський міський округ       | 14,70      | 43161                  | 38203                  | 34176                  | Алатир            | -         | 1               |
| Канаський міський округ         | 18,50      | 50593                  | 45607                  | 45222                  | Канаш             | -         | 1               |
| Новочебоксарський міський округ | 51,14      | 126210                 | 124392                 | 127099                 | Новочебоксарськ   | -         | 2               |
| Чебоксарський міський округ     | 248,10     | 452221                 | 464208                 | 505800                 | Чебоксари         | -         | 5               |
| Шумерлинський міський округ     | 13,30      | 36239                  | 31722                  | 28647                  | Шумерля           | -         | 1               |

## Найбільші населені пункти
Населені пункти з населенням понад 10 тисяч осіб:
| № | Населений пункт | Населення, осіб (2002) | Населення, осіб (2010) |
| - | --------------- | ---------------------- | ---------------------- |
| 1 | Чебоксари       | 440 621                | 453 721                |
| 2 | Новочебоксарськ | 125 857                | 124 097                |
| 3 | Канаш           | 50 593                 | 45 607                 |
| 4 | Алатир          | 43 161                 | 38 203                 |
| 5 | Шумерля         | 36 239                 | 31 722                 |
| 6 | Цівільськ       | 12 967                 | 13 479                 |
| 7 | Кугесі          | 11 658                 | 11 917                 |
| 8 | Козловка        | 13 054                 | 10 359                 |
| 9 | Вурнари         | 10 929                 | 10 086                 |

## Економіка

### Природні ресурси
- Гідроелектропотенціал річки Волги в республіці неповністю реалізований на Чебоксарській ГЕС.
- Цінні чорноземні ґрунти розташовані на південному сході по межі з Республікою Татарстан, на південному заході, на захід від річки Сури і в межиріччі Великого і Малого Цивіля.

#### Корисні копалини
Родовища фосфоритів із запасами руди в 148,7 млн т, горючих сланців із запасами в 199,1 млн т, родовища торфу.

### Транспорт
- Аеропорт Чебоксари
- Автомобільний шлях М7 «Волга»
- Автомобільний шлях Чебоксари — Ульяновськ, Цивільськ — Казань і республіканські шляхи протяжністю 2342 км
- «Південний» напрям Транссибу з одноколійними не електрифікованими гілками від депо Канаш на Чебоксари і через депо Алатир на Красний узел (Мордовія)
- Судноплавство по Сурі (не підтримується) і Волзі на всьому протязі в межах республіки, Чебоксарський річковий порт
- Нафтопровід Альметьєвськ — Нижній Новгород-2,3 138000 тонн на добу
- Нафтопродуктопровід Нижньокамський НПЗ — Альметьєвськ — Нижній Новгород-1 2500 тонн на добу
- Мережа магістральних газопроводів Ямбург — Західна межа, Ямбург — Єлець-1,2, Уренгой — Ужгород, Уренгой — Центр-1,2, Ямбург — Тула-1,2 і Нижня Тура — Перм — Нижній Новгород. Загальна продуктивність становить 810 млн м³/сек.
- Далекомагістральна ЛЕП Костромська ГРЕС — Нижній Новгород — Казань — Заїнська ГРЕС

## Культура і мова
Республіка має значну культурну спадщину, що накопичувалася чувашами впродовж багатьох сторіч.
В той час, як російська мова вживається в діловому мовленні, багато людей, особливо в сільській місцевості, спілкуються в побуті чуваською. Чуваська мова належить до булгарської підгрупи тюркської мовної групи. В давнину використовувалась рунічна система письма. Тепер чуваші користуються кирилицею, модифікованою в 1871 до специфічних потреб чуваської мови.
- Національне радіо Чувашії

### Театри і філармонія
- Чуваський державний академічний драматичний театр імені К. В. Іванова
- Чуваський державний театр опери та балету
- Державний ордена «Знак пошани» Російський драматичний театр
- Чуваський державний ордена Дружби народів театр юного глядача ім. Михайла Сеспель
- Чуваський державний театр ляльок
- Чуваська державна філармонія

## Спорт
- Чемпіонат Чувашії з футболу

## Влада
Основний закон Республіки — Конституція Чуваської Республіки.
Чуваська Республіка — самостійний суб'єктРосійської Федерації, в межах установлених Конституцією РФ і Чуваської Республіки самостійно визначає свою державно-правову, фінансово-економічну й культурну політику.
До 2001 чуваська назва «Чаваш республики» входило в повну офіційну назву суб'єкта російською мовою, включене в Конституцію РФ (ст. 65). У 2001 воно було змінено на «Чувашская Республика — Чувашия»